# Rapu-Rapu, Albay
Rapu-rapu là một đô thị hạng 4 ở tỉnh Albay, Philippines. Theo điều tra dân số năm 2015, đô thị này có dân số 36.920 người trong.

## Các khu phố (barangay)
Rapu-rapu được chia thành 34 khu phố (barangay).
| - Bagaobawan - Batan - Bilbao - Binosawan - Bogtong - Buenavista - Buhatan - Calanaga - Caracaran - Carogcog - Dap-dap - Gaba | - Galicia - Guadalupe - Hamorawon - Lagundi - Liguan - Linao - Malobago - Mananao - Mancao - Manila - Masaga | - Morocborocan - Nagcalsot - Pagcolbon - Poblacion - Sagrada - San Ramon - Santa Barbara - Tinocawan - Tinopan - Viga - Villahermosa |